# Neuapostolische Kirche Bielefeld-Ost

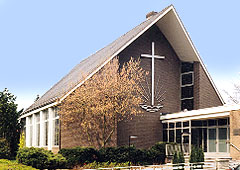
Neuapostolische Kirche in Sieker

Die Neuapostolische Kirche Bielefeld-Ost ist eine der dreizehn neuapostolischen Gemeinden des Kirchenbezirkes Bielefeld und entstand 2009 aus den Gemeinden Sieker und Stieghorst.

## Geschichte der Gemeinde Sieker
Erste Gottesdienste fanden in der sogenannten „Nobben-Villa“ bereits im Jahre 1910 statt. Dieser Ort war ein armseliger Zieglerkotten und wurde gemietet.  Nach etwa drei Jahren gab es genug Glaubensgeschwister, so dass eine neue Versammlungsstelle bezogen werden konnte. Diese fand sich in der Schlangenstraße im Hause der Familie Krüger. Vorsteher der Gemeinde war bis 1924 Priester August Ober. In dieser Kirche wurde ein erster Chor gegründet, welcher in den 1960er Jahren mit der deutschen Grammophon-Gesellschaft Lieder in der Kirche und in der Oetkerhalle aufnahm.
Bald wurde auch dieser Versammlungsort zu klein, und man baute 1924 die erste eigene Kirche in der Taubenstraße. Inzwischen war unter der Tätigkeit vieler Amtsträger und ehrenamtlicher Kräfte eine blühende Gemeinschaft entstanden. Doch auch diese Kirche wurde zu klein, und Stammapostel Walter Schmidt entschied nach einer Ortsbesichtigung, dass die Kirche abgerissen und 1968/69 eine neue Kirche gebaut werden sollte, die am 26. Oktober 1969 von Stammapostel Walter Schmidt auf den Namen „Tempel der Unmündigen“ geweiht wurde.
| Vorsteher der Gemeinde Sieker    |           |
| -------------------------------- | --------- |
| Priester August Ober             | 1910–1924 |
| Priester August Hartmann         | 1925–1944 |
| Evangelist Karl Krull            | 1944–1946 |
| Priester Eugen Rodekamp          | 1946–1963 |
| Evangelist Heinz Breipohl        | 1963–1979 |
| Priester Horst Mühlot            | 1979–1992 |
| Bezirksevangelist Burkhart Simon | 1992–1994 |
| Evangelist Gerhard Flick         | 1994–2005 |
| Priester Dieter Schelp           | 2005–2009 |

## Geschichte der Gemeinde Stieghorst

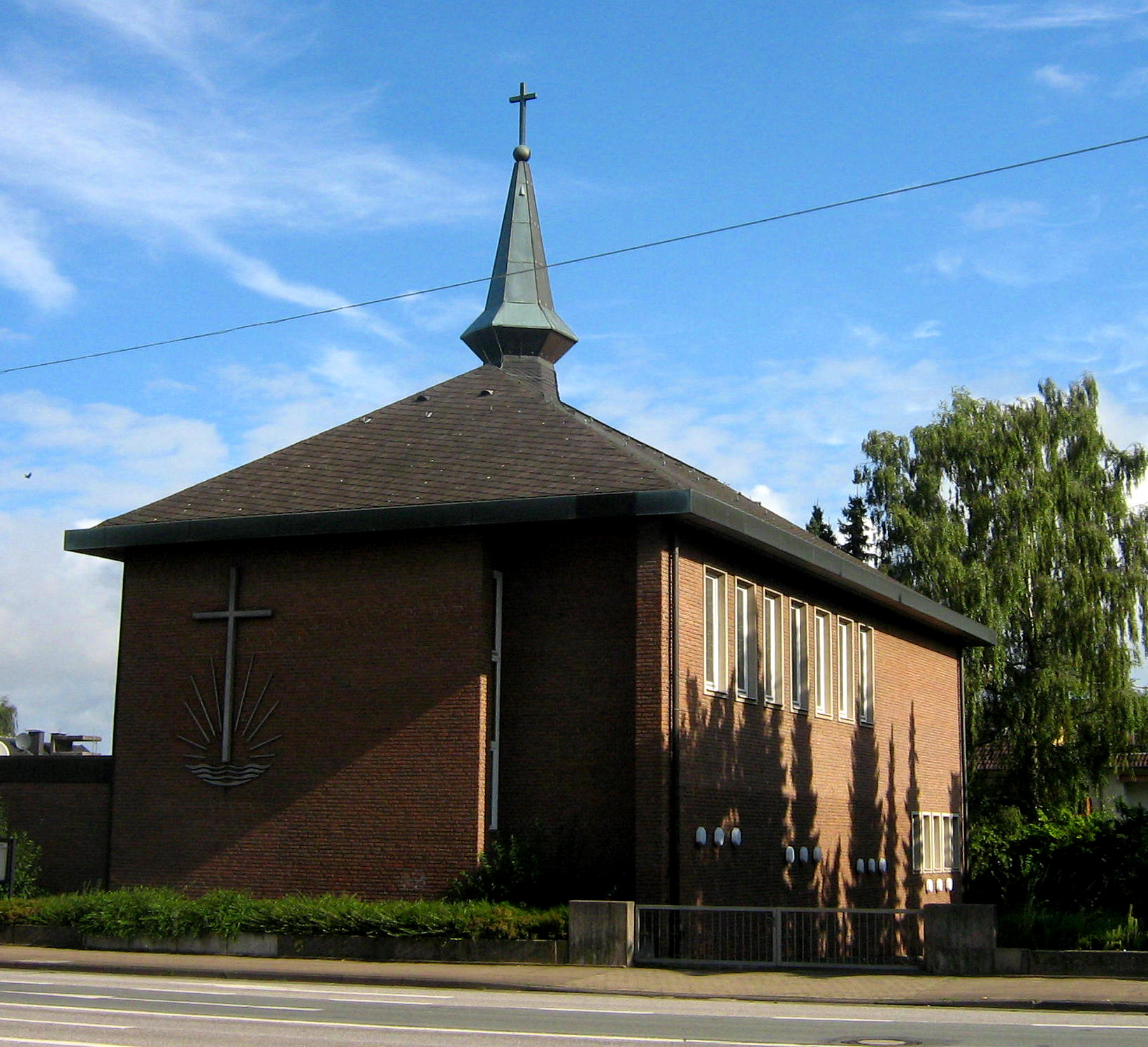
Die ehemalige Kirche in Stieghorst

Die Gemeinde Stieghorst wurde am 25. Dezember 1919 gegründet. Der erste Versammlungsort war im Haus Hillegossen Nr. 3 (heute Detmolder Straße 566), in der Miet-Wohnung von Priester Heinrich Breipohl und seiner Frau Pauline. 1934 wurde in der Flensburger Straße 2 eine erste Kirche gebaut. An dem Kirchenbau waren alle Glaubensgeschwister beteiligt. Im Jahre 1982 zog die Gemeinde Stieghorst jedoch erneut um. Die neue Kirche befand sich in der Danziger Straße 2 und wurde am 19. Dezember 1982 von Bezirksapostel Hermann Engelauf eingeweiht. Bis zum Jahre 2009 wurden hier Gottesdienste gefeiert. Heute wird die Kirche als Jugendbegegnungsstätte genutzt.
| Vorsteher der Gemeinde Stieghorst    |           |
| ------------------------------------ | --------- |
| Priester Heinrich Breipohl           | 1921–1947 |
| Priester Gustav Frodermann           | 1947–1970 |
| Priester Wilhelm Siggemann           | 1970–1981 |
| Priester, Hirte, Bischof Horst Simon | 1981–1989 |
| Bezirksältester Wilhelm Buschkamp    | 1989–1990 |
| Priester Peter Darkow                | 1990–1999 |
| Bezirksevangelist Burkhart Simon     | 1999–2003 |
| Priester, Evangelist Wolfgang Bruder | 2003–2009 |

## Fusion 2009
Am 27. Mai 2009 wurde in der Gemeinde Sieker ein Brief von Bezirksapostel Armin Brinkmann über die bevorstehende Fusion vorgelesen. Die Gemeinde Stieghorst war ebenfalls anwesend. Am 9. Dezember wurden die beiden Gemeinden in einem Fusionsgottesdienst in der Kirche in Sieker zu einer neuen Gemeinde verschmolzen. Den Gottesdienst hielt Apostel Walter Schorr. Seitdem finden die Gottesdienste in dieser Kirche statt.
Als Vorsteher für die Gemeinde wurde der Evangelist Wolfgang Bruder gesetzt. In dieser Aufgabe wird er durch seinen Stellvertreter Dieter Schelp unterstützt.

## Orgel
Mit dem Bau der Kirche in Sieker von 1969 wurde auch eine kleine Orgel mit insgesamt 12 Registern von der Firma Euler erbaut. Der Spieltisch ist mittig an der Orgel angebracht, direkt über dem Spieltisch findet sich das offene Schwellwerk. Flankiert wird es von den hölzernen Pfeifen des Subbass 16′. Das Hauptwerk steht mittig über dem Schwellwerk. Die Orgel steht mittig auf der Empore gegenüber dem Altar. Die Orgel erfüllt auch noch heute ihren Zweck und wurde Ende 2009 von der Orgelbaufirma Simon aus Borgentreich generalüberholt.
| Disposition                                |                  |                |
| ------------------------------------------ | ---------------- | -------------- |
| Hauptwerk C-g3                             | Schwellwerk C-g3 | Pedalwerk C-f1 |
| Gedackt 8'                                 | Quintade 8'      | Subbass 16'    |
| Spitzgamba 8′ (ursprünglich Spitzflöte 4') | Rohrflöte 4'     | Offenbass 8'   |
| Prinzipal 4'                               | Prinzipal 2'     | Koppel I/P     |
| Blockflöte 2'                              | Oktävlein 1'     | Koppel II/P    |
| Mixtur 3-4 fach                            | Krummhorn 8'     |                |
| Koppel II/I                                | Tremulant        |                |